# Limnephilus bulgani
Limnephilus bulgani là một loài Trichoptera trong họ Limnephilidae. Chúng phân bố ở miền Cổ bắc.